# Nikola Jokić
Nikola Jokić (serbiska: Никола Јокић), född 19 februari 1995 i Sombor i FR Jugoslavien, är en serbisk professionell basketspelare (center). Han är 2,11 meter lång, väger 113 kilo och spelar sedan 2015 för Denver Nuggets i National Basketball Association (NBA). 
Jokić har blivit uttagen till NBA:s All star-match sex gånger (2019–2024). Han vann NBA Most Valuable Player Award säsongerna 2020/2021-2021/2022 och 2023/2024 ett pris som delas ut till den spelare som anses varit värdefullast i NBA. Säsongen 2022/2023 vann han Denver Nuggets första NBA mästerskap, han vann även priset NBA Finals Most Valuable Player Award, ett pris som delas ut till den spelare som anses varit värdefullast i en NBA final. Han anses vara en av de bästa basketspelarna genom tiderna. 